# Gamal-Abdel-Nasser-Moschee (Tripolis)

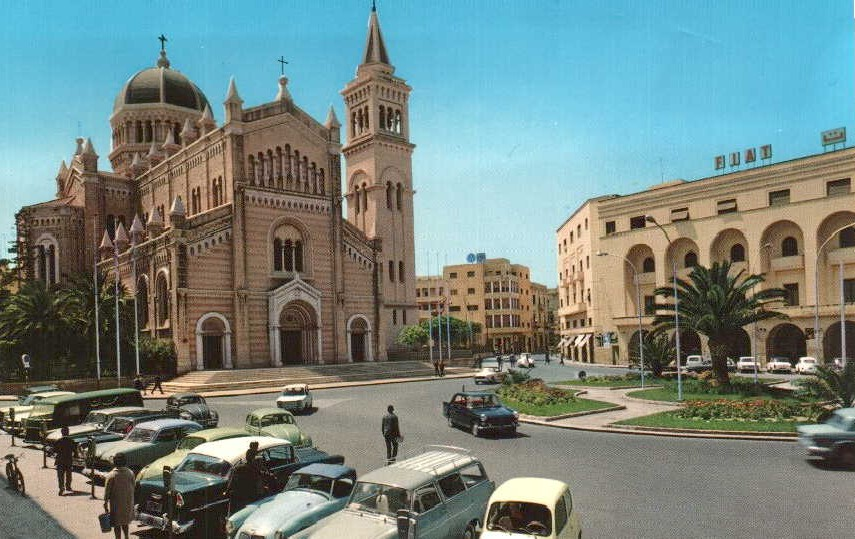
Das Bauwerk um 1960

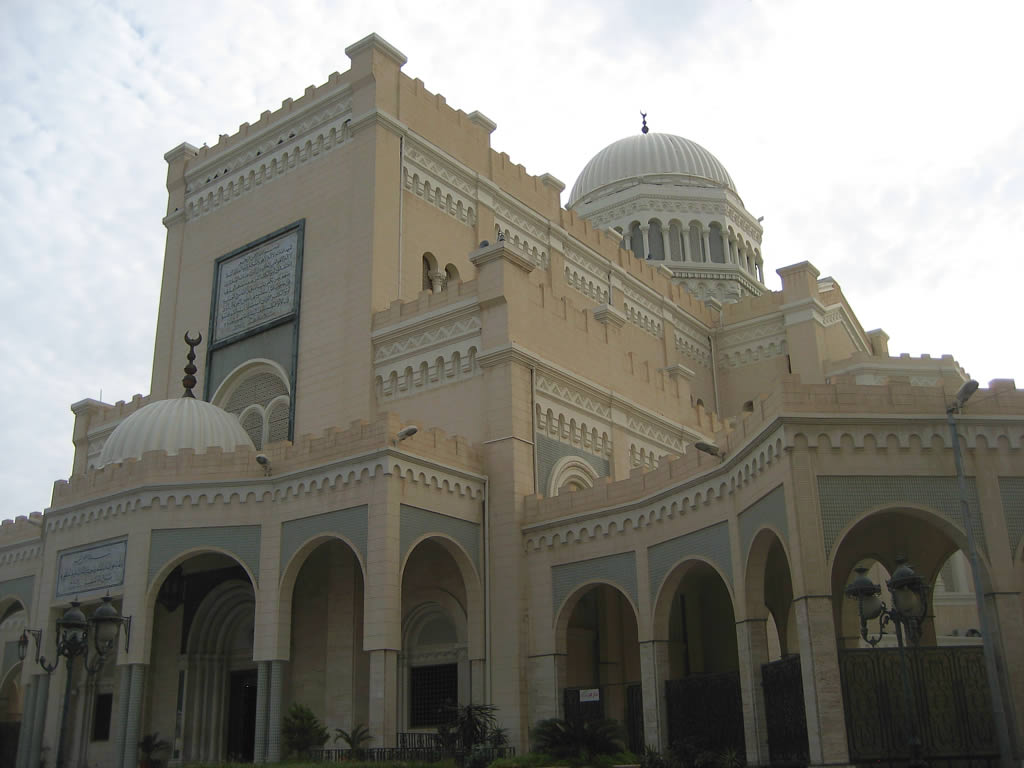
Die Moschee heute

Die Gamal-Abdel-Nasser-Moschee am Algerien-Platz (Maidan al-Dschazāʾir) in Tripolis war als katholische Kathedrale mit dem Namen Santa Maria degli Angeli in Libyen während der italienischen Kolonialzeit in Libyen errichtet worden. 

## Geschichte
1920 lebten in Tripolis 25.000 Personen, weshalb man beschloss, eine neue Kirche zu bauen. Ursprünglich wurde die Kirche von 1923 bis 1928 nach Plänen von Saffo Panteri errichtet. Sie wurde vom 24. bis 26. November 1928 eingeweiht. Dabei wurde die Kirche im Stil des Neobyzantismus errichtet. 1970 wurde als Zeugnis des italienischen Kolonialismus vom libyschen Revolutionsregime 1970 in eine nach Gamal Abdel Nasser benannte Moschee umgewandelt. Die Umbauarbeiten waren jedoch erst 2000 abgeschlossen.

## Beschreibung
Das neuromanische Kirchengebäude hatte einen 60 Meter hohen Campanile. Ohne diesen war die Kirche 46 Meter hoch. Bei der Umwandlung wurde die Kirche stark verändert. Das Kirchenschiff und die Kuppel wurden verkleidet und der Campnile wurde in ein Minarett umgewandelt.